# Mosaiceratops
Mosaiceratops azumai
Genre
Espèce
Mosaiceratops est un  genre éteint de dinosaures ornithischiens cératopsiens du Crétacé supérieur. Ce genre est représenté par une seule espèce, Mosaiceratops azumai, décrite en 2015 à partir d'un spécimen découvert dans le xian de Neixiang, dans la province chinoise du Henan.